# Kirk Thornton
Kirk Thornton (13 maggio 1956) è un attore, regista e doppiatore statunitense.

## Biografia
È noto in particolare per avere prestato la voce in anime e videogiochi giapponesi. Tra i suoi lavori più noti si ricordano le serie animate di Digimon, Pokémon e di Naruto. In ambito videoludico è famoso per aver lavorato nelle serie di Dragon Quest in quella di Kingdom Hearts, dove presta la propria voce al cattivo Saix, membro della spietata Organizzazione 13 e in Sonic the Hedgehog in cui presta la voce al personaggio di Shadow the Hedgehog.

## Doppiaggio

### Videogiochi
- Shadow in Super Smash Bros. Ultimate

## Doppiatori italiani
- Riccardo Lombardo in Super Smash Bros. Ultimate [1]